# 범양버스
범양버스(凡洋―)은 부산광역시 남구에 마을버스 업체이며 . 대표자는 오범록 이다 부산광역시 남구 대연5동 1555번지에 위치하고있다. 계열사로는 부산진구의 마을버스회사인 범우교통이 있다. 범양그룹, 서울특별시 은평구의 옛 시내버스 회사인 범양여객(훗날 선진여객, 현 선진운수) 등과는 아무 관련이 없다.

## 주요 연혁
- 2007년 2월 23일: 회사 설립

## 차고지
- 부산광역시 남구 못골번영로71번길 38 (대연5동 1555)《본사》

## 운행 노선
- 남구1번: (부산예술대학교 ~ 청구아파트)